# Maria Valentine (schip, 2001)

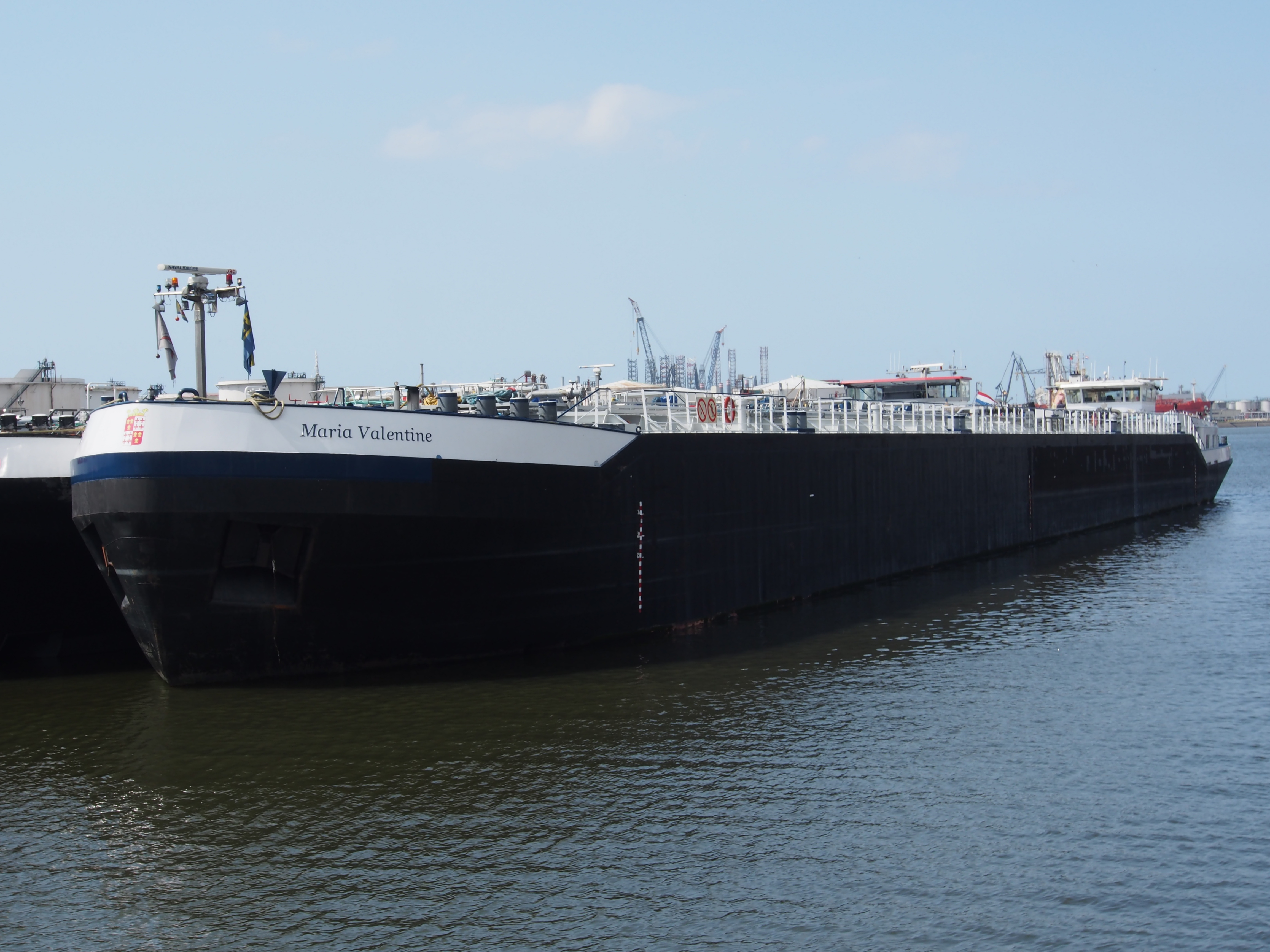
De Maria Valentine in de haven van Rotterdam

De Maria Valentine is een Duits dubbelwandig motortankschip voor de binnenvaart, dat in de publiciteit kwam doordat het in dichte mist op de Maas afvarend door de voor de scheepvaart gesloten stuw van het Stuw- en sluizencomplex Grave is gebroken.
Een compleet open stand van de stuw, waarbij alle schuiven geheven zijn en de jukken opgeklapt en waardoor de scheepvaart ongehinderd kan doorvaren, komt gemiddeld slechts enkele dagen per jaar voor. Het was de eerste keer sinds de aanleg van stuw dat een binnenschip er zo'n ongeluk veroorzaakte. Eerder waren er sinds de bouw in 1929 ongevallen met jachten geweest, maar nog nooit met een binnenschip.
Het schip is 22 oktober 2016 ook al eens betrokken geweest bij een ongeval. Het voer tegen de Sterkrade-Brücke over het Rijn-Hernekanaal in Oberhausen, waarbij het de stuurhut verloor. Bij het onderzoek door de politie van Essen kwam aan het licht dat dit werd veroorzaakt door roeruitval. De stuurhut werd door een voorgefabriceerde nieuwe stuurhut vervangen, die bij het ongeval in Grave zo'n drie meter naar achteren werd gedrukt.
Na de reparatie van het schip is het weer in de vaart gebracht onder een andere naam: Magellan.